# Leon Klinghoffer
Leon Klinghoffer (ur. 24 września 1916, zm. 8 października 1985) – amerykański przedsiębiorca z Nowego Jorku zamordowany przez palestyńskich terrorystów na pokładzie porwanego statku MS Achille Lauro.
Częściowo sparaliżowany w wyniku wylewu i poruszający się na wózku inwalidzkim Leon Klinghoffer wraz z żoną Marilyn wyruszyli 3 października 1985 w rejs po Morzu Śródziemnym, świętując w ten sposób 36. rocznicę ślubu. 7 października 1985 ich statek został porwany przez bojowników Frontu Wyzwolenia Palestyny Abu Abbasa, a Klinghofferowie, jako amerykańscy Żydzi, znaleźli się w gronie wyselekcjonowanej przez porywaczy grupy 21 zakładników, którą stanowili obywatele USA i Wielkiej Brytanii oraz Austriak o żydowsko brzmiącym nazwisku. Po południu 8 października 1985 na redzie portu Tartus w Syrii Leon Klinghoffer został zabity strzałami w głowę i serce przez jednego z porywaczy - Ibrahima Fatayera Abdelatifa, w związku z odmową wypuszczenia przez Izrael 50 palestyńskich więźniów. Konający Klinghoffer został wyrzucony wraz z wózkiem inwalidzkim za burtę statku. Jego ciało odnaleziono i pochowano na cmentarzu w Kenilworth (stan New Jersey). Cztery miesiące później na raka okrężnicy zmarła również jego żona, Marilyn Klinghoffer.
Śmierć Klinghoffera wywołała ostrą reakcję Stanów Zjednoczonych, które chcąc za wszelką cenę schwytać zabójców swojego obywatela przechwyciły przewożący ich egipski samolot i zmusiły go do lądowania w Sigonella na Sycylii.
Inicjator działań porywaczy – Abu Abbas przeprosił oficjalnie za śmierć Klinghoffera w kwietniu 1996, a Organizacja Wyzwolenia Palestyny wypłaciła jego córkom odszkodowanie. W hołdzie rodzicom, córki Klinghofferów – Ilsa i Lisa – założyły fundację Leon and Marilyn Klinghoffer Memorial Foundation zajmującą się wspieraniem walki z terroryzmem.
Porwanie MS Achille Lauro i śmierć Leona Klinghoffera stały się kanwą nakręconego w 1990 filmu telewizyjnego Voyage of Terror: The Achille Lauro Affair, gdzie w postać zamordowanego zakładnika wcielił się Burt Lancaster. Zdarzeniu temu poświęcona została również opera Johna Adamsa The Death of Klinghoffer z 1991.